# Wołkuny
Wołkuny – wieś w Polsce położona w województwie podlaskim, w powiecie białostockim, w gminie Poświętne.
W latach 1975–1998 miejscowość administracyjnie należała do województwa białostockiego.
W sierpniu 1944 Niemcy spalili 3 budynki mieszkalne i zamordowali 5 osób (w tym Henryka Augustyniaka i Wacława Klimaszewskiego). Cztery osoby wywieźli do obozów i tam zamordowali.
Wierni kościoła rzymskokatolickiego należą do parafii św. Anny w Pietkowie.